# William Mugeyi
William Mugeyi (né le 4 juillet 1969 à Salisbury à l'époque en Rhodésie et aujourd'hui au Zimbabwe) est un joueur de football international zimbabwéen, qui évoluait au poste de défenseur.
Son frère jumeau, Wilfred, est également footballeur.

## Biographie

### Carrière en club
William Mugeyi joue plus de 400 matchs en première division.

### Carrière en sélection
William Mugeyi joue en équipe du Zimbabwe entre 1993 et 2001.
Il participe avec cette équipe aux éliminatoires du mondial 1994, aux éliminatoires du mondial 1998, et aux éliminatoires du mondial 2002.

## Palmarès
Bush Bucks
- Telkom Knockout (1) :
  - Vainqueur : 1996.